# Microcoryciidae
A Microcoryciidae az Amoebozoa Tubulinea osztályának lehetséges kládja. De Saedeleer írta le 1934-ben.

## Történet
De Saedeleer írta le a kládot 1934-ben. Meisterfeld 2002-es rendszertanában a Penardochlamys, Zonomyxa, Parmulina nemzetségeket sorolta ide, de Adl  et al. 2019-es rendszertana szerint a klád nem igazolt: bár morfológiai jellemzők alapján e klád valós lehet, molekuláris adatok szükségesek ennek eldöntéséhez.

## Filogenetika
Az Arcellinida klád tagja. Ciganov  et al. 6 nemzetséget sorolnak ide:
- Amphizonella
- Zonomyxa
- Parmulina
- Penardochlamys
- Diplochlamys
- Microcorycia

## Morfológia
Héjas amőba: héja fehérjékből áll, rugalmas vagy félig merev, megkülönböztethető részecskék nélkül. Nyílása ventrális, jól elkülönül, és változó alakú. Héja gömb vagy félgömb alakú, egyes fajokban rétegzett (például a Microcorycia héja alatt „bőr” található), alkalmanként kis bomlástermék- vagy ásványianyag-részecskék boríthatják, és szarvai lehetnek. Állábai laposak, és lebenyesek, a melléktermékeket a nyíláson keresztül üríti.
Endoplazmája színes és szemcsés lehet.

## Ökológia
Mohákon, talajban és vízben, illetve hegyeken és kisebb magasságú területeken, illetve különböző földrajzi szélességeken (például Izlandon, Indiában és Brazíliában) egyaránt megtalálható – kozmopolita.